# Tornos erectarius
Tornos erectarius là một loài bướm đêm trong họ Geometridae.